# 악노국
악노국(樂奴國)은 변한에 속한 삼한시대의 부족국가 중 하나이다. 위치도 불분명하고, 알려진 것이 거의 없다. 악노국이라는 이름은 삼국지 위서 제30권 오환선비동이전(우리가 흔히 위서동이전이라고 언급)에서 변한 12국을 설명을 하면서, 나열한 국가의 이름이다.

## 같이 보기
- 악양현 (하동군 악양면)
- 변한